# شارل بيرلنج
شارل بيرلنغ أو شارل بيرلنج (بالفرنسية: Charles Berling)‏ (و. 1958 – م) هو ممثل، ومخرج سينمائي، ومخرج مسرحي، وكاتب سيناريو من فرنسا .

## جوائز
حصل على جوائز منها:
- قائد الفنون والآداب.

## روابط خارجية
- شارل بيرلنج على موقع IMDb (الإنجليزية)
- شارل بيرلنج على موقع قاعدة بيانات الأفلام العربية
- شارل بيرلنج على موقع ألو سيني (الفرنسية)
- شارل بيرلنج على موقع ميوزك برينز (الإنجليزية)
- شارل بيرلنج على موقع تيرنر كلاسيك موفيز (الإنجليزية)
- شارل بيرلنج على موقع أول موفي (الإنجليزية)
- شارل بيرلنج على موقع قاعدة بيانات الأفلام السويدية (السويدية)
- شارل بيرلنج على موقع إن إن دي بي (الإنجليزية)
- شارل بيرلنج على موقع ديسكوغز (الإنجليزية)
- شارل بيرلنج على موقع قاعدة بيانات الفيلم (الإنجليزية)